# Десять миллионов рублей
Де́сять миллио́нов рубле́й (10 000 000 рубле́й) — денежный знак, выпускавшийся в РСФСР и в ЗСФСР в начале 1920-х годов. Российские банкноты с таким номиналом появились в период резкого обесценивания рубля и гиперинфляции.
Является банкнотой с самым крупным номиналом за всю историю денежного обращения в России.
Банкноты номиналом в 10 000 000 рублей выпускались в 1921 году в РСФСР в виде обязательства.
Также купюры номиналом 10 000 000 рублей имели хождение на территории ЗСФСР в 1923 году.

## Характеристики банкноты
Размер банкноты 270×130 мм.
- Десять миллионов рублей РСФСР (1921)

## Галерея исторических банкнот
- 10 000 000 рублей ЗСФСР, лицевая сторона (1923)
- 10 000 000 рублей ЗСФСР, оборотная сторона (1923)